# Dryophilinae
Dryophilinae es una subfamilia de escarabajos polífagos de la familia Ptinidae.

## Tribus
- Dryophilini Gistel, 1848
- Ptilineurini Böving, 1927

## Géneros
| - Dryophilastes - Dryophilodes - Dryophilus - Grynobius | - Homophthalmus - Neodryophilus - Pseudodryophilus - Sphinditeles |